# Mistrovství Evropy juniorů v ledním hokeji 1987
Mistrovství Evropy juniorů v ledním hokeji 1987 byl 20. ročník této soutěže. Turnaj hostila od 3. do 12. dubna finská města Tampere, Kouvola a Hämeenlinna. Hráli na něm hokejisté narození v roce 1969 a mladší.

## Výsledky
Všech osm týmů se střetlo ve formátu každý s každým. Konečné pořadí na turnaji bylo umístění mužstva v tabulce.
| Poř. | Tým           | SWE  | TCH  | URS  | FIN | SUI  | POL  | NOR | GER | Z | V | R | P | Skóre | B  |
| 1.   | Švédsko       | —    | 4:1  | 0:1  | 5:2 | 14:1 | 13:0 | 6:0 | 9:0 | 7 | 6 | 0 | 1 | 51:5  | 12 |
| 2.   | ČSSR          | 1:4  | —    | 5:3  | 8:5 | 13:3 | 11:0 | 5:1 | 5:0 | 7 | 6 | 0 | 1 | 48:16 | 12 |
| 3.   | Sovětský svaz | 1:0  | 3:5  | —    | 6:5 | 8:0  | 11:1 | 9:3 | 5:2 | 7 | 6 | 0 | 1 | 43:16 | 12 |
| 4.   | Finsko        | 2:5  | 5:8  | 5:6  | —   | 4:0  | 9:0  | 9:0 | 7:2 | 7 | 4 | 0 | 3 | 41:21 | 8  |
| 5.   | Švýcarsko     | 1:14 | 3:13 | 0:8  | 0:4 | —    | 5:5  | 1:1 | 4:1 | 7 | 1 | 2 | 4 | 14:46 | 4  |
| 6.   | Polsko        | 0:13 | 0:11 | 1:11 | 0:9 | 5:5  | —    | 3:2 | 4:4 | 7 | 1 | 2 | 4 | 13:55 | 4  |
| 7.   | Norsko        | 0:6  | 1:5  | 3:9  | 0:9 | 1:1  | 2:3  | —   | 6:4 | 7 | 1 | 1 | 5 | 13:37 | 3  |
| 8.   | SRN           | 0:9  | 0:5  | 2:5  | 2:7 | 1:4  | 4:4  | 4:6 | —   | 7 | 0 | 1 | 6 | 13:40 | 1  |

 SRN sestoupila z elitní skupiny

## Turnajová ocenění
|                            | Brankář          | Obránce          | Obránce          | Útočníci    | Útočníci    | Útočníci         |
| -------------------------- | ---------------- | ---------------- | ---------------- | ----------- | ----------- | ---------------- |
| Ceny direktoriátu IIHF     | Tommy Söderström | Alexandr Godyňuk | Alexandr Godyňuk | Roman Horák | Roman Horák | Roman Horák      |
| All-Star Tým (podle médií) | Tommy Söderström | Jan Bergman      | Aljaxandr Judin  | Petr Hrbek  | Roman Horák | Patric Kjellberg |

### Produktivita
|                  | G  | A | B  |
| ---------------- | -- | - | -- |
| Roman Horák      | 10 | 5 | 15 |
| Petr Hrbek       | 7  | 6 | 13 |
| Roman Kontšek    | 6  | 6 | 12 |
| Viktor Gordijuk  | 8  | 3 | 11 |
| Patric Kjellberg | 8  | 3 | 11 |

## Mistři Evropy - Švédsko
Brankáři: Tommy Söderström, Bo Peterzén

Obránci: Håkan Strömqvist, Rickard Persson, Donald Santesson, Stefan Claesson, Petri Liimatainen, Jan Bergman, Mikael Häggström

Útočníci: Ola Rosander, Markus Åkerblom, Patrik Ohlsson, Patric Kjellberg, Johan Hedin, Niklas Eriksson, Thomas Berglund, Daniel Pettersson, Stefan Elvenes, Jens Öhman, Patrick Erickson.

## Československá reprezentace
Brankáři : Jaroslav Kameš, Radovan Biegl

Obránci: Petr Molnár, Pavel Weiss, Antonín Balík, Radek Aschenbrenner, Róbert Švehla, Jiří Vykoukal

Útočníci: Petr Hrbek, Roman Horák, Zdeno Cíger, Roman Kontšek, Pavol Zúbek, Peter Zúbek, Radek Gardoň, Jiří Cihlář, Filip Myslivec, Marcel Tvrdík, Juraj Halaj, Richard Bayer.

## Nižší skupiny

### B skupina
Šampionát B skupiny se odehrál v Bukurešti v Rumunsku, postup na mistrovství Evropy juniorů 1988 si vybojovali domácí. Naopak sestoupili Bulhaři, kteří byli v průběhu turnaje diskvalifikováni kvůli zjištění, že zfalšovali data narození několika hráčů.
1.  Rumunsko

2.  Dánsko

3.  Itálie

4.  Francie

5.  Jugoslávie

6.  Rakousko

7.  Velká Británie

8.  Bulharsko (diskvalifikace)

### C skupina
Šampionát C skupiny se odehrál v Zoetermeeru v Nizozemí, vyhráli jej domácí.
1.  Nizozemí

2.  Maďarsko

3.  Belgie